# 남이안
남이안(본래 1991년 1월 18일 음력 1990년 12월 ~ )은 대한민국의 배우이다.

## 학력
- 초등학교 1997년 3월 입학 ~ 2003년 2월 졸업
- 중학교 2003년 3월 입학 ~ 2006년 2월 졸업
- 영덕여자고등학교 2006년 3월 입학 ~ 2009년 졸업
- 대학교

## 출연 작품
| 연도 | 방송       | 제목            | 역할   | 비고 |
| ---- | ---------- | --------------- | ------ | ---- |
| 2018 | MBC every1 | 4가지 하우스    | 지현   |      |
| 2019 | KBS2       | 태양의 계절     | 김유진 |      |
| 2020 | SBS        | 엄마가 바람났다 | 오순정 |      |